# Woodford (ort i Irland)
Woodford (iriska: An Ghráig) är en ort i republiken Irland. Den ligger i grevskapet County Galway och provinsen Connacht, i den centrala delen av landet. Woodford ligger 79 meter över havet och antalet invånare är 282.
Terrängen runt Woodford är platt åt nordost, men åt sydväst är den kuperad. I omgivningarna runt Woodford förekommer en mosaik av blandskog, jordbruksmark och hed.